# Hoepel

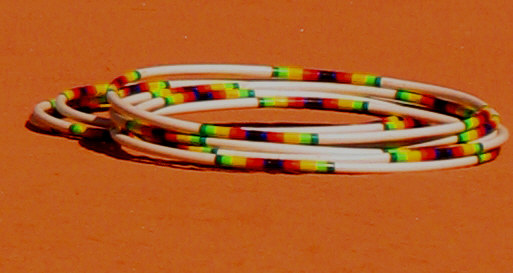
Hoepels

Een hoepel (ook wel onder andere reep genoemd) is een cirkelvormig voorwerp dat op verschillende manieren wordt toegepast.

## Naam
Hoepel is de standaardtaalbenaming en komt van hoep (dat nu een verouderde vorm is). Een nog oudere benaming, voorkomend in de Brabantse en Limburgse dialecten, is reep en het werkwoord repen. Dit is de vorm die ook in andere Germaanse talen voorkomt, waaronder het Hoogduitse Reif(en). Een ander woord is bandel in onder andere Gelders-Limburgs en band in het Oost-Vlaams.

## Kinderspel

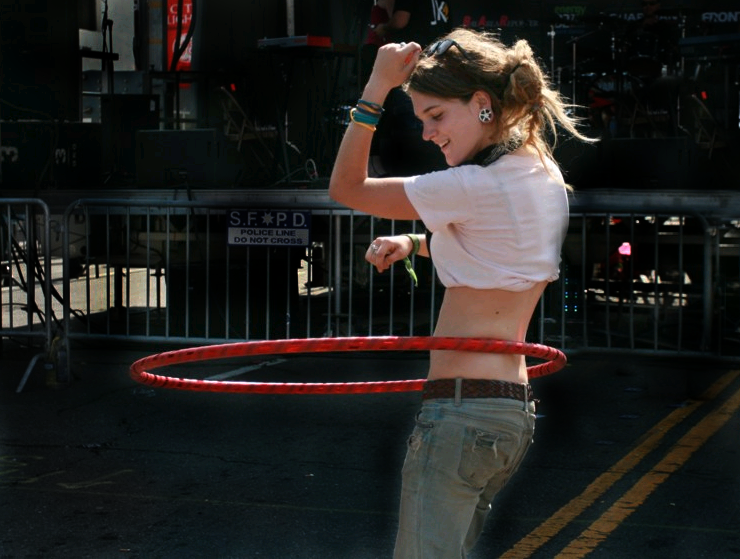
Hoelahoep

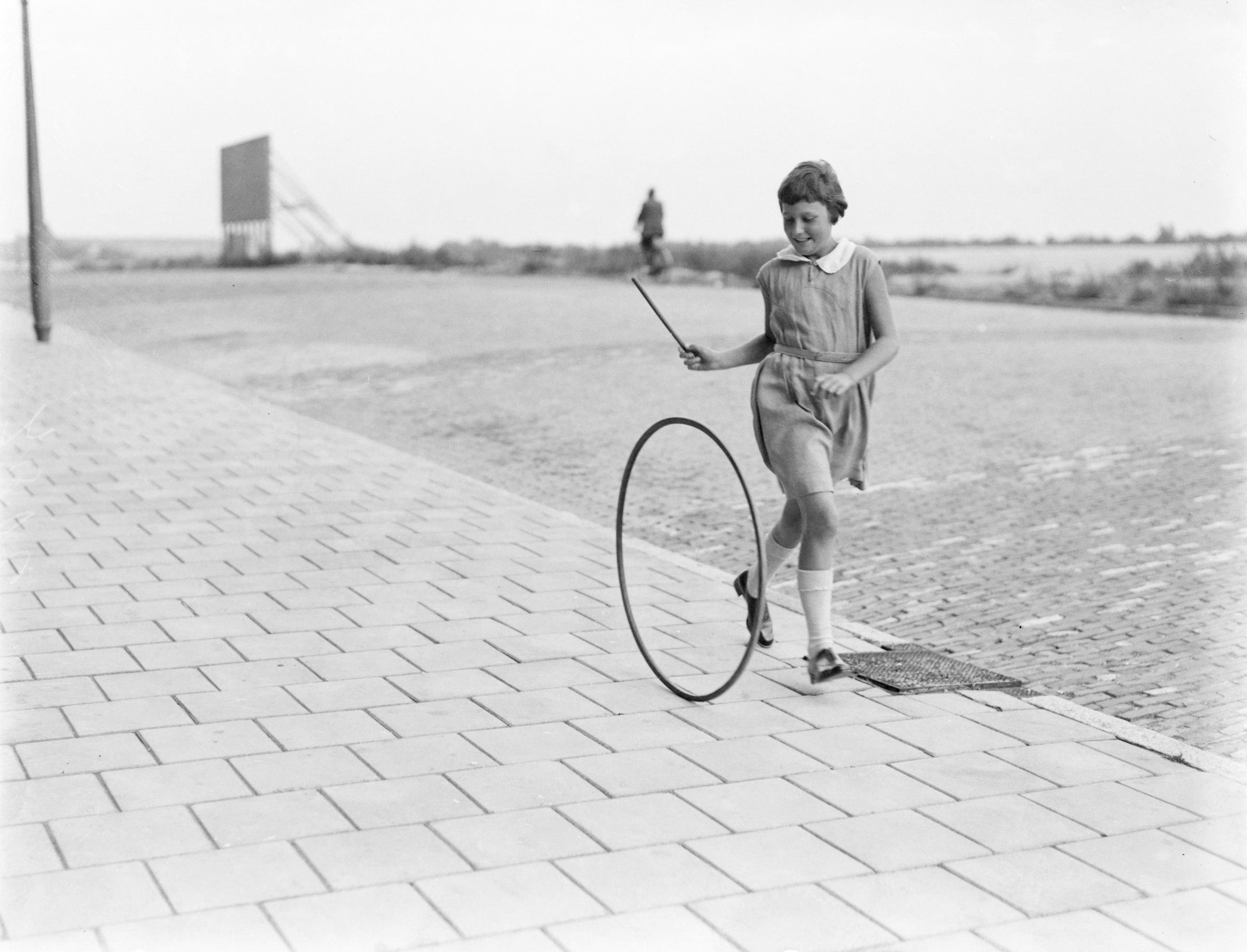
Een kind beoefent het hoepelen.

Een kunststof hoepel, ook wel hoelahoep genoemd, wordt gebruikt door kinderen om rond hun middel rond te draaien. Dit wordt gerekend tot het kinderspel. Traditioneel wordt de hoelahoep gespeeld door meisjes. De kunst daarbij is de hoepel om het lichaam draaiende te houden zonder hem aan te raken. Ervaren hoepelaarsters kunnen meerdere hoepels tegelijk in beweging houden.
Een veel oudere vorm van hoepelen is een loophoepel verticaal over de grond te laten rollen, deze telkens een zetje gevend met een stokje terwijl het kind, zowel jongens als meisjes, erachteraan rent. Deze vorm wordt in westerse landen bij aanwezigheid van geavanceerder speelgoed nauwelijks meer gespeeld. Ervaren spelers kunnen de hoepel zeer lang laten rollen en kunnen er verschillende trucs mee uithalen. Mogelijk bestaat er een relatie met het Duitse vuurrad, dat met een stok de heuvel wordt afgerold, en het zonnerad.
Een hoepel wordt ook gebruikt als attribuut bij ritmische gymnastiek, maar ook in een circus worden bij de dressuur hoepels gebruikt.

### Geschiedenis
Oorspronkelijk werden de hoepels om mee te spelen van licht materiaal gemaakt, bijvoorbeeld van riet of bamboe. In het oude Egypte werd 3000 jaar geleden al gehoepeld. Het hoepelen met een stokje stamt uit de klassieke oudheid, zoals blijkt uit Grieks aardewerk van ca. 500 voor Chr. Hippokrates beval hoepelen aan om gezonder te worden. 
De term hoela werd aan de hoepel toegevoegd in het Engels (hula hoop) toen aan het begin van de 18e eeuw zeelieden Hawaï bezochten en het heupwiegende hooladansen verbonden met de hoepel.
Omdat hoelahoepen in verband werd gebracht met hartklachten, raakte het spel in onbruik. In 1957 werd de hoelahoep opnieuw uitgevonden door twee pas afgestudeerden, Richard Knerr en Arthur "Spud" Melin. Het hoelahoepen werd al snel een rage; het bedrijf Wham-O verkocht meer dan 100 miljoen exemplaren in twee jaar.

## Kleding
Een hoepel, of liever meerdere hoepels onder elkaar, werden toegepast in hoepelrokken, die in de tweede helft van de 19e eeuw werden gedragen. Ook de 18-eeuwse paniers bestonden uit hoepels. In de 21e eeuw worden hoepels nog wel toegepast in trouwjurken. Tegenwoordig worden hoepelrokken alleen nog gedragen bij bijzondere gelegenheden.

## Technische toepassingen
Een aantal stalen hoepels wordt gebruikt voor de versterking van een houten vat, bijvoorbeeld om bier in te vervoeren. De hoepels houden dan de losse duigen bij elkaar. Hoepels gemaakt van wilgentenen werden onder andere gebruikt om een fuik in model te houden.
Een hoepel (reep) gemaakt van hazelaarhout werd vroeger gebruikt bij het dragen van twee emmers. Vaak bij het halen van emmers water aan de waterput. Men legde de reep op de twee emmers met de hengsels buiten de hoepel. De drager ging in de hoepel staan en kon zo de emmers stabiel dragen zonder dat ze tegen de benen sloegen bij het stappen.

## Literatuur

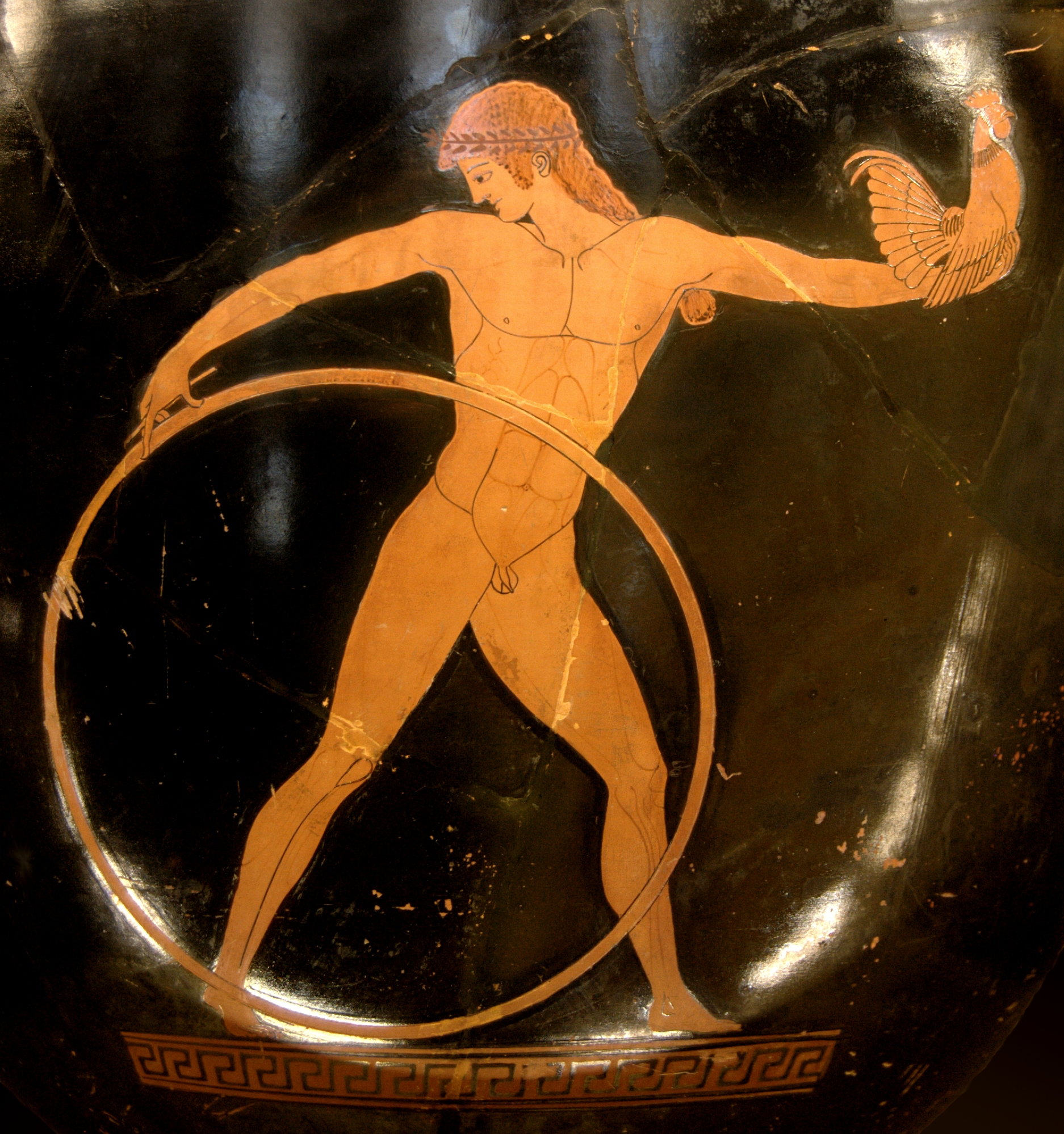
Ganymedes met een liefdesgeschenk (de haan) en een hoepel.